# Lyonetia pulverulentella
Lyonetia pulverulentella là một loài bướm đêm thuộc họ Lyonetiidae. Nó được tìm thấy ở Trung Âu eastward into Nga và Ukraina.
Sải cánh dài 12–14 mm. Con trưởng thành bay từ tháng 5 đến tháng 9.
Ấu trùng ăn các loài Salix. Chúng ăn lá nơi chúng làm tổ.